# Szász Domokos (matematikus)
Szász Domokos (Budapest, 1941. augusztus 18. –) Széchenyi-díjas magyar matematikus, egyetemi tanár, a Magyar Tudományos Akadémia rendes tagja. 2011-től az akadémia természettudományokért felelős alelnöke. A matematikai statisztikus fizika és a dinamikai rendszerek elméletének neves kutatója. Dédapja Szász Béla (1840–1898) költő, műfordító, akadémikus.

## Életpályája
1959-ben érettségizett, a budapesti Eötvös József Gimnázium IV.D osztályában, majd felvették az ELTE Természettudományi Kar (ELTE TTK) matematika szakára, ahol 1964-ben szerzett diplomát. 1967-ben szerezte meg egyetemi doktori címét. 1968 és 1971 között a moszkvai Lomonoszov Egyetem hallgatója volt. Diplomájának megszerzése után kinevezték az ELTE TTK valószínűségszámítási tanszékének tanársegédjévé, ahol moszkvai tanulmányainak megkezdéséig dolgozott, majd 1971-ben az MTA Matematikai Kutatóintézet munkatársa lett. Végigjárta a beosztási ranglétrát, majd 1993-ban kinevezték az intézet igazgatójává, két évre. 1995-ben az intézetben kapott kutatóprofesszori megbízást. 1999-ben a Budapesti Műszaki Egyetemre hívták, a Matematikai Intézet igazgatójává és egyetemi tanárrá nevezték ki. Az intézetet 2005-ig vezette. 2011-ben professor emeritusszá avatták. 2000 és 2003 között Széchenyi professzori ösztöndíjas volt. Számos külföldi intézmény vendégkutatója, vendégprofesszora volt: Dartmouth College (USA, 1977, 1985), Goethe Egyetem (Frankfurt, 1977–1978), a római La Sapienza Egyetem (1987), Rutgers Egyetem (1988), Princetoni Egyetem (1989, 1990–1991).
1971-ben védte meg Moszkvában a matematikai tudományok kandidátusi, 1982-ben Budapesten akadémiai doktori értekezését. 1990-ben megválasztották a Magyar Tudományos Akadémia levelező, 1995-ben pedig rendes tagjává. 1998 és 2003 között az MTA Matematikai Bizottságának elnöke volt. 2005-ben a Matematikai Tudományok Osztálya elnökévé választotta, tisztségéből fogva tagja az MTA elnökségének is. Tagja volt az Akadémiai Kutatóhelyek Tanácsának is. 2011-től az MTA természettudományokért felelős alelnöke, tisztségében 2014-ben megerősítették. 1994 és 1997 között az Országos Akkreditációs Bizottság tagjaként is tevékenykedett. Több szakfolyóirat szerkesztőbizottságába is bekerült: az Acta Mathematica, az Annales Henri Poincaré, a Central European Journal of Mathematics és a Studia Scientiarum Mathematica.

## Munkássága
Kutatási területei: a dinamikai rendszerek, a sztochasztikus folyamatok és a matematikai statisztikus fizika.
Jelentős eredményeket ért el a véletlen tagszámú határeloszlások és pontfolyamatok elméletében, emellett sikerült megoldania a megbízhatóság-elméletben az alapvető úgynevezett kétlift-problémát. Áttörő és jelentős eredményei vannak egyes elméletek igazolásával és fejlesztésével kapcsolatban: több irányban tudta továbbfejleszteni a Brown-mozgás dinamikai elméletét, valamint áttörést ért el a statisztikus fizika egyik alapjaként szolgáló Boltzmann–Sinai ergodikus hipotézis igazolásában is. Itt új irányt vezetett be a henger-biliárdok modelljének kialakításával.
Nemzetközileg is elismert tudományos iskolát hozott létre (jelentősebb tagjai Krámli András, Simányi Nándor és Tóth Bálint).

## Családja
Neves erdélyi családból származik. Távoli elődei Szász Károly politikus, matematikus és Szász Béla költő, mindketten tagjai voltak az MTA-nak. Unokatestvére Szász Domokos villamosmérnök, 1994 és 1998 között országgyűlési képviselő. Szász 1975-ben nősült, házasságából egy leány- és két fiúgyermeke született.

## Díjai, kitüntetései
- Grünwald Géza-emlékdíj (1969)
- Akadémiai Díj (1984)
- Szele Tibor-emlékérem (1995)
- Széchenyi-díj (2005)
- A Magyar Érdemrend középkeresztje (2018)[2]
- Prima díj (2019)[3]

## Főbb publikációi
- Limit Theorems for the Distribution of the Sums of a Random Number of Random Variables (1972)
- A Problem of Two Lifts (1977, 1980)
- On the Effect of Collisions on the Motion of an Atom in R1 (Major Péterrel, 1980)
- Bounds for the Limiting Variance of a Heavy Particle (Tóth Bálinttal, 1986)
- The K-Property of Three Billirad Balls (Krámli Andrással és Simányi Nándorral, 1991)
- Matematikai biliárdok és az ergodikus hipotézis (1991)
- Káosz és ergodicitás (1997)
- Hard Ball Systems are Completely Hyperbolic (Simányi Nándorral, 1999)
- Local Limit Theorem and Recurrence for the Planar Lorentz Process (2004)